# Герхард I фон Даун
Герхард I фон Даун (на немски: Gerhard I. von Dhaun; Gerhard I Wildgraf von Dhaun und Kyrburg; † 25 септември 1259, Ерфурт) от фамилията на вилдграфовете фон Даун и Кирбург, е архиепископ на Майнц (1251 – 1259) и имперски канцлер на Свещената Римска империя.

## Произход и духовна кариера
Той е син на вилдграф Конрад II фон Кирбург-Даун (1194 – 1263) и съпругата му Гизела фон Саарбрюкен († сл. 1265), дъщеря на граф Симон II фон Саарбрюкен († 1207) и Лиутгард фон Лайнинген († сл. 1239). Брат е на Конрад II († 1279), епископ на Фрайзинг (1258 – 1279), Хайнрих фон Даун († сл. 1284), абат на абатство „Св. Максимин“ в Трир, Симон фон Даун († сл. 1280), пропст на манастир „Св. Мауритц“ в Майнц, Емих II фон Кирбург-Шмидтбург († пр. 1284), вилдграф в Кирбург-Шмидтбург, и Готфрид фон Даун-Грумбах († сл. 1301), вилдграф на Даун и Грумбах. Племенник е на Енгелберт II фон Фалкенбург († 1274), архиепископ на Кьолн (1261 – 1274). Роднина е и на Хайнрих II фон Саарбрюкен († 1234), епископ на Вормс, и с кралския канлцер и епископ на Шпайер Хайнрих фон Лайнинген († 1272).
Герхард I фон Даун първо е домхер в Кьолн. През юли или август 1251 г. е избран за архиепископ на Майнц. Привърженик е на римско-немския крал Конрад IV. На 16 януари 1256 г. Герхард I фон Даун е затворен от херцог Албрехт I фон Брауншвайг. Освободен е срещу голяма сума. Умира на 25 септември 1259 г. в Ерфурт и е погребан там в църквата на „Босоносците“.
Неговите племенници са Емихо († 1311), епископ на Фрайзинг (1283 – 1311), Герхард домпропст на Фрайзинг, Хуго домкапитулар в Майнц и Фридрих († сл. 1310), провинцмайстор или велик приор на ордена на Тамплиерите за Горна Германия.
След него архиепископ на Майнц през октомври 1259 г. става Вернер фон Епщайн.